# Chi Khúc khắc
Chi Khúc khắc (danh pháp khoa học: Smilax) là một chi của khoảng 200-315 loài dây leo hay cây thân thảo trong thực vật có hoa, nhiều loài trong số đó là các cây thân gỗ hay có gai, thuộc họ Smilacaceae, có nguồn gốc trong các khu vực nhiệt đới và ôn đới ấm trên thế giới. Tên gọi phổ biến là khúc khắc. Đôi khi, những loài không thân gỗ, như S. herbacea, được tách ra thành chi riêng, gọi là Nemexia, nhưng điều này ít được công nhận. Tên gọi khoa học Smilax có nguồn gốc từ thần thoại Hy Lạp về Krokus/Crocus và nữ thần Smilax. Mặcdù thần thoại này có nhiều phiên bản, nhưng nó luôn luôn xoay quanh câu chuyện tình bi thảm và không trọn vẹn của một người đàn ông đã biến thành hoa, và một nữ thần của đồng rừng đã hóa thành một loại dây leo nhiều gai.

## Miêu tả
Các loài trong chi Smilax mọc thành dạng cây bụi, tạo ra bụi rậm dày dặc khó xuyên qua. Chúng cũng leo cả lên các cây gỗ và các loài cây khác tới 10 m cao, nhờ các gai bám để leo lên và trườn theo các cành. Chi này có cả các loài với lá sớm rụng hay thường xanh. Các lá hình tim có kích thước dài khoảng 4–30 cm ở các loài khác nhau.
Khúc khắc là các loài cây với cơ quan sinh sản khác gốc, tuy nhiên, chỉ khoảng một phần ba các quần thể có các cây với cả hoa đực và hoa cái. Chúng nở hoa vào giai đoạn tháng 5-6 với các hoa mọc thành cụm màu trắng hay lục. Nếu sự thụ phấn xảy ra thì cây sẽ tạo ra các quả mọng hình cầu màu từ đỏ tươi tới lam-đen, đường kính 5–10 mm và chín vào mùa thu.
Quả khúc khắc có kết cấu tựa cao su và có hạt to hình cầu bên trong. Quả của chúng không rụng trong mùa đông, và một số loài chim hay các động vật khác ăn quả khúc khắc. Hạt không bị sứt mẻ trong phân của chim chóc. Do nhiều loài khúc khắc tự sinh sản bằng các thân rễ nên cả hai giới có thể không cùng tồn tại một chỗ, trong trường hợp như thế thì chúng không ra quả.

## Các loài
Để có danh sách đầy đủ hơn, xem bài Danh sách các loài khúc khắc; ở đây chỉ liệt kê một số loài đại diện:
- Smilax aspera: Khúc khắc thông thường
- Smilax bona-nox: Khúc khắc Saw
- Smilax glabra: Thổ phục linh
- Smilax glauca: Khúc khắc mèo
- Smilax herbacea: Khúc khắc hoa thối
- Smilax tamnoides: Khúc khắc gai
- Smilax pseudochina: Giả thổ phục linh
- Smilax pulverulenta: Khúc khắc hoa thối
- Smilax ornata (đồng nghĩa: S. regelii): Xá xị, sarsaparilla, khúc khắc regelii
- Smilax rotundifolia: Khúc khắc lá tròn

## Sinh thái
Các loài khúc khắc là những loại cây có khả năng chịu các thương tổn tốt, do vậy chúng có thể mọc trở lại từ các thân rễ sau khi bị cắt xén hay bị chôn vùi do cháy. Điều này cùng với sự phát tán của chim chóc và thú làm cho chúng trở nên rất khó bị tiêu diệt. Chúng phát triển tốt trên các khu vực đất đai ẩm ướt đồng rừng với pH của đất trong khoảng 5-6. Hạt cũng có khả năng nảy mầm rất cao sau khi bị băng giá.
Bên cạnh việc cung cấp thức ăn cho chim và thú nhỏ trong mùa đông, chúng còn là nơi ẩn nấp rất tốt cho các thú nhỏ. Các bụi rậm đầy gai bảo vệ một cách có hiệu quả cho các thú nhỏ do các động vật to lớn hơn không thể chui vào được. Hươu, nai cũng ăn lá khúc khắc.

## Sử dụng
Dịch chiết từ rễ một số loài được sử dụng làm nước giải khát xá xị. Rễ của chúng cũng có thể dùng để nấu súp hay các món thịt hầm, thân cây non có thể ăn tươi hoặc chế biến và nó có vị tương tự như măng tây, còn quả có thể ăn tươi hoặc chế biến.

## Linh tinh
Lá và quả của Smilax regelii (Sarsaparilla) là loại thức ăn ưa thích của Smurfs, một nhân vật hư cấu đã gọi quả này là "quả Smurf".